# ویلهلم منه
ویلهلم منه (آلمانی: Wilhelm Menne؛ ۱۱ اوت ۱۹۱۰ – ۲۷ مارس ۱۹۴۵) قایقران روئینگ اهل آلمان بود.
وی در مسابقات کشوری و بین‌المللی در مجموع برندهٔ ۳ مدال طلا شده‌است.